# Ministeri de Desenvolupament Rural i Alimentació de Grècia
El Ministeri de Desenvolupament Rural i Alimentació (en grec: Υπουργείο Αγροτικής Ανάπτυξης και Τροφίμων) és un departament governamental de Grècia responsable del tema de l'agricultura.

## Llista dels Ministres d'Agricultura
| Nom           | Entrada              | Sortida | Partit                           |
| ------------- | -------------------- | ------- | -------------------------------- |
| Georgios Drys | 24 d'octubre de 2001 |         | Moviment Socialista Panhel·lènic |

## Llista dels Ministres de Desenvolupament Rural i Alimentació
| Nom                 | Entrada                | Sortida                | Partit                           |
| ------------------- | ---------------------- | ---------------------- | -------------------------------- |
| Savvas Tsitouridis  | 10 de març de 2004     | 23 de setembre de 2004 | Nova Democràcia                  |
| Evangelos Basiakos  | 23 de setembre de 2004 | 19 de setembre de 2007 | Nova Democràcia                  |
| Alexandros Kontos   | 19 de setembre de 2007 | 8 de gener de 2009     | Nova Democràcia                  |
| Sotirios Hatzigakis | 8 de gener de 2009     | 7 d'octubre de 2009    | Nova Democràcia                  |
| Katerina Batzeli    | 7 c'octubre de 2009    | 7 de setembre de 2010  | Moviment Socialista Panhel·lènic |
| Kostas Skandalidis  | 7 de setembre de 2010  | 17 de maig de 2012     | Moviment Socialista Panhel·lènic |
| Napoleon Maravegias | 17 de maig de 2012     | Titular                |                                  |